# Joseph Mugnaini
Joseph Anthony Mugnaini (Viareggio, Provincia de Lucca, 12 de julio de 1912–23 de enero de 1992) fue un artista e ilustrador estadounidense de origen italiana. Es conocido por sus colaboraciones con el escritor Ray Bradbury, iniciadas en 1952.

## Biografía
Nació como Giuseppe Mugnaini en Viareggio, en la región de Toscana en Italia, y emigró con su familia a Estados Unidos cuando tenía tres meses. Él y su familia residieron en Solano Avenue en Los Ángeles, California, durante la década de 1930, y en Altadena a fines de la década de 1950. Se convirtió en ciudadano estadounidense en 1941.
Se formó en el Campamento Ritchie en la décima clase y fue uno de los Ritchie Boys de la Segunda Guerra Mundial.
Enseñó arte en la Escuela de Bellas Artes de Pasadena, entre otros.
Falleció en Los Ángeles el 23 de enero de 1992.